# Aperanat
'Aper-'Anati (cũng được viết là Aper-Anat và Aperanat) là một vị vua của Hạ Ai Cập trong Chuyển tiếp thứ Hai vào khoảng giữa thế kỷ 17 TCN. Theo như Jürgen von Beckerath, ông là vị vua thứ hai của vương triều thứ 16 và là một chư hầu của các vị vua Hyksos thuộc vương triều thứ 15. Quan điểm này gần đây đã bị Kim Ryholt bác bỏ. Trong nghiên cứu vào năm 1997 về thời kỳ Chuyển tiếp thứ Hai của mình, Ryholt lập luận rằng các vị vua thuộc vương triều thứ 16 đã cai trị một vương quốc Thebes độc lập vào khoảng năm 1650–1580 TCN. Do đó, Ryholt coi 'Aper-'Anati là một vị vua Hyksos thuộc giai đoạn đầu vương triều thứ 15, có lẽ là vị vua thứ hai của vương triều. Sự giải thích này đã thuyết phục được một số nhà Ai Cập học, như là Darrell Baker và Janine Bourriau, nhưng lại bị những người khác như Stephen Quirke bác bỏ.
'Aper-'Anati chỉ được biết đến nhờ vào một con Dấu hình bọ hung, ngày nay nằm tại bảo tàng Petrie. Trên con dấu bọ hung này, tước hiệu của ông được ghi lại là Heka-chasut, nó được dịch là "Vua của những vùng đất ngoại bang" và là nguồn gốc của từ Hyksos. Đặc biệt hơn, tước hiệu này được các vị vua Hyksos đầu tiên của vương triều thứ 15 sử dụng. Dựa vào bằng chứng này, Ryholt đã đề xuất một cách không dứt khoát rằng 'Aper-'Anati là vị vua thứ hai của vương triều thứ 15, nhưng lại chỉ ra rằng sự đồng nhất này là không chắc chắn.